# Senegal op de Olympische Zomerspelen 2008
Senegal nam deel aan de Olympische Zomerspelen 2008 in Peking, China.
Senegal debuteerde op de Zomerspelen in 1964 en deed in 2008 voor de twaalfde keer mee. Senegal won op eerdere Zomerspelen één medaille. Deze medaille werd in 1988 gewonnen in de atletiek door Amadou Dia Ba op de 400 meter horden.

## Deelnemers en resultaten

### Atletiek
| Olympiër         | Discipline             | Resultaat | Prestatie                                                 |
| ---------------- | ---------------------- | --------- | --------------------------------------------------------- |
| Abdoulaye Wagne  | 800m (m)               | 35e       | serie 7: 5de in 1.47,50                                   |
| Ndiss Kaba Badji | verspringen (m)        | 6e        | kwalificatie groep B: 3de met 8,07m finale: 6de met 8,16m |
| Ndiss Kaba Badji | hink-stap-springen (m) | DNF       | kwalificatie groep B: geen geldige sprong                 |

### Judo
| Olympiër          | Discipline | Resultaat | Prestatie                                                                                |
| ----------------- | ---------- | --------- | ---------------------------------------------------------------------------------------- |
| Djegui Bathily    | +100kg (m) | 21e       | 1ste ronde: vrij 2de ronde: V van USA McCormick: yuko                                    |
|                   |            |           |                                                                                          |
| Hortense Diédhiou | -52kg (v)  | 13e       | 1ste ronde: vrij 2de ronde: V van ALG Haddad: yuko herkansingen: V van LUX Muller: ippon |
| Cécile Hane       | -63kg (v)  | 18e       | 1ste ronde: V van VEN Barreto: ippon                                                     |
| Gisèle Mendy      | -70kg (v)  | 13e       | 1ste ronde: V van GER Böhm: ippon herkansingen: V van UKR Smal: waza-ari                 |

### Kanovaren
| Olympiër         | Discipline    | Resultaat | Prestatie                                                |
| ---------------- | ------------- | --------- | -------------------------------------------------------- |
| Assane Dame Fall | K-1 500m (m)  | 25e       | serie 3: 5de in 1.52,215 halve finale 1: 9de in 2.04,633 |
| Assane Dame Fall | K-1 1000m (m) | 24e       | serie 1: 9de in 4.07,061                                 |
|                  |               |           |                                                          |
| Khathia Ba       | K-1 500m (v)  | 25e       | serie 1: 9de in 2.17,740                                 |

### Schermen
| Olympiër        | Discipline | Resultaat | Prestatie                                                                |
| --------------- | ---------- | --------- | ------------------------------------------------------------------------ |
| Mamadou Keita   | sabel (m)  | 29e       | 1ste ronde: V van USA Rogers: 10-15                                      |
| Abdoulaye Thiam | sabel (m)  | 37e       | 1ste ronde: W van JPN Ogawa: 15-14 2de ronde: V van ROU Dumitrescu: 7-15 |
|                 |            |           |                                                                          |
| Nafi Toure      | sabel (v)  | 34e       | 1ste ronde: V van CUB González: 7-15                                     |

### Taekwondo
| Olympiër        | Discipline | Resultaat | Prestatie                                                              |
| --------------- | ---------- | --------- | ---------------------------------------------------------------------- |
| Bineta Diedhiou | -57kg (v)  | 9e        | kwalificatie: W van VIE Thu: 1-0 kwartfinale: V van ITA Calabrese: 0-3 |

### Worstelen
| Olympiër     | Discipline  | Resultaat   | Prestatie                                                                 |
| Vrije stijl  | Vrije stijl | Vrije stijl | Vrije stijl                                                               |
| ------------ | ----------- | ----------- | ------------------------------------------------------------------------- |
| Adama Diatta | -55kg (m)   | 15e         | kwalificatie: V van JPN Matsunaga: 0-5 herkansingen: V van TUR Akgül: 1-3 |

### Zwemmen
| Olympiër                               | Discipline           | Resultaat | Prestatie                |
| -------------------------------------- | -------------------- | --------- | ------------------------ |
| [[Malick Fall (zwemmer)\|Malick Fall]] | 100m schoolslag (m)  | 48e       | serie 3: 4de in 1.02,51  |
|                                        |                      |           |                          |
| Binta Zahra Diop                       | 100m vlinderslag (v) | 47e       | serie 1: 1ste in 1.04,26 |

Afghanistan · Albanië · Algerije · Amerikaanse Maagdeneilanden · Amerikaans-Samoa · Andorra · Angola · Antigua en Barbuda · Argentinië · Armenië · Aruba · Australië · Azerbeidzjan · Bahama's · Bahrein · Bangladesh · Barbados · België · Belize · Benin · Bermuda · Bhutan · Bolivia · Bosnië en Herzegovina · Botswana · Brazilië · Britse Maagdeneilanden · Bulgarije · Burkina Faso · Burundi · Cambodja · Canada · Centraal-Afrikaanse Republiek · Chili · China · Chinees Taipei · Colombia · Comoren · Congo-Brazzaville · Congo-Kinshasa · Cookeilanden · Costa Rica · Cuba · Cyprus · Denemarken · Djibouti · Dominica · Dominicaanse Republiek · Duitsland · Ecuador · Egypte · El Salvador · Equatoriaal-Guinea · Eritrea · Estland · Ethiopië · Fiji · Filipijnen · Finland · Frankrijk · Gabon · Gambia · Georgië · Ghana · Grenada · Griekenland · Groot-Brittannië · Guam · Guatemala · Guinee · Guinee‑Bissau · Guyana · Haïti · Honduras · Hongarije · Hongkong · Ierland · IJsland · India · Indonesië · Irak · Iran · Israël · Italië · Ivoorkust · Jamaica · Japan · Jemen · Jordanië · Kaaimaneilanden · Kaapverdië · Kameroen · Kazachstan · Kenia · Kirgizië · Kiribati · Koeweit · Kroatië · Laos · Lesotho · Letland · Libanon · Liberia · Libië · Liechtenstein · Litouwen · Luxemburg · Macedonië · Madagaskar · Malawi · Malediven · Maleisië · Mali · Malta · Marshalleilanden · Marokko · Mauritanië · Mauritius · Mexico · Micronesië · Moldavië · Monaco · Mongolië · Montenegro · Mozambique · Myanmar · Namibië · Nauru · Nederland · Nederlandse Antillen · Nepal · Nicaragua · Nieuw-Zeeland · Niger · Nigeria · Noord-Korea · Noorwegen · Oeganda · Oekraïne · Oezbekistan · Oman · Oostenrijk · Oost‑Timor · Pakistan · Palau · Palestina · Panama · Papoea-Nieuw-Guinea · Paraguay · Peru · Polen · Portugal · Puerto Rico · Qatar · Roemenië · Rusland · Rwanda · Saint Kitts en Nevis · Saint Lucia · Saint Vincent en Grenadines · Salomonseilanden · Samoa · San Marino · Sao Tomé en Principe · Saoedi-Arabië · Senegal · Servië · Seychellen · Sierra Leone · Singapore · Slovenië · Slowakije · Soedan · Somalië · Spanje · Sri Lanka · Suriname · Swaziland · Syrië · Tadzjikistan · Tanzania · Thailand · Togo · Tonga · Trinidad en Tobago · Tsjaad · Tsjechië · Tunesië · Turkije · Turkmenistan · Tuvalu · Uruguay · Vanuatu · Venezuela · Verenigde Arabische Emiraten · Verenigde Staten · Vietnam · Wit-Rusland · Zambia · Zimbabwe · Zuid-Afrika · Zuid-Korea · Zweden · Zwitserland
Uitgesloten van deelname: Brunei